# Lavalleja
Lavalleja er et af de 19 departementer i Uruguay. Departementet har et areal på 10.016 kvadratkilometer og et indbyggertal (pr. 2004) på 60.925.
Lavalleja-departementets hovedstad er Minas.
34°22′39″S 55°14′17″V / 34.3775°S 55.2381°V